# Der Deutsch-Afrikaner
Der Deutsch-Afrikaner war eine Wochenzeitung in Pretoria von 1921 bis 1940.

## Geschichte
Am 14. Juli 1921 wurde die erste Ausgabe von Der Deutsch-Afrikaner in Pretoria herausgegeben, Schriftleiter war Lothar Kunze. Sie war zu jener Zeit die einzige deutschsprachige Zeitung in der Südafrikanischen Union. Sie berichtete vor allem über Ereignisse der Deutschen in der Region sowie aus dem Deutschen Reich. Das Hauptanliegen war es, die Interessen der deutschsprachigen Bewohner in Südafrika zu vertreten, auch in Abgrenzung zu den burischen und englischsprachigen Weißen.
Um 1928 schieden der bisherige Schriftleiter Lothar Kunze und weitere Mitarbeiter im Streit aus der Zeitschrift aus, da diese ihrer Meinung nach der Weimarer Republik zu wohlwollend gegenüberstand, und gründeten die monarchistischer eingestellte Deutsche Afrika-Post. Seitdem war Dr. Herbert Hanisch der neue Schriftleiter.
Dieser begrüßte 1933 die neue Regierung in Deutschland, auch da er wahrscheinlich Hitler persönlich erlebt hatte, kritisierte aber einige Einzelheiten, auch den ersten Judenboykott. Danach waren aber auch im Deutsch-Afrikaner antisemitische Tendenzen feststellbar.
1935 hatte diese eine Auflage von etwa 1400 Exemplaren, Die Afrika-Post nur etwa 600.
Von 1939/1940 sind die letzten Ausgaben bekannt, dann wurde das Erscheinen wahrscheinlich eingestellt.